# Eriq Zavaleta
Eriq Anthony Zavaleta Vanney (ur. 2 sierpnia 1992 w Westfield) – salwadorski piłkarz z obywatelstwem amerykańskim występujący na pozycji środkowego obrońcy, reprezentant Salwadoru, od 2022 roku zawodnik amerykańskiego Los Angeles FC.
Jego ojciec pochodzi z Salwadoru. Jego wuj Greg Vanney był amerykańskim piłkarzem.